# Площа Кліші
Площа Кліші́ — площа, розташована в північно-західній частині Парижа, одне з небагатьох місць в Парижі, де водночас межують чотири муніципальні округи.

## Розташування
На площу Кліші виходять такі вулиці: авеню де Кліші, бульвар Батіньоль, бульвар Кліші, Амстердамська вулиця, вулиця Кліші. У часи Великої французької революції площа називалася «Бар'єр Фруктидор». Неподалік від площі Кліші знаходяться: Площа Піґаль, Цвинтар Монмартр та возкал Сен-Лазар.
Тут перетинаються 2-а та 13-а лінії паризького метро (станція «Площа Кліші»).

## Історія
Площа Кліші виникла під час Великої французької революції, як міська межа між Парижем та Кліші. До 1788 року місцевість, де тепер розташована площа, належала до міста Кліші. 30 березня 1814 року генерал Монсе тримав тут оборону проти російських військ, однак був змушений відступити. Сьогодні в центрі площі височить шестиметровий монумент на честь Монсе, встановлений на восьмиметровому цоколі. Оскільки площа Кліші первинно не була розпланована, її забудова, на відміну від більшості паризьких площ, виглядає досить строкато.